# Pessebre
 (décembre 2018).
Si vous disposez d'ouvrages ou d'articles de référence ou si vous connaissez des sites web de qualité traitant du thème abordé ici, merci de compléter l'article en donnant les références utiles à sa vérifiabilité et en les liant à la section « Notes et références ».
Le pessebre est une crèche de Noël propre à la Catalogne, comportant des figurines semblables aux santons de Provence, dont un personnage appelé le caganer[réf. nécessaire].
En France, cette tradition catalane se retrouve par exemple à Perpignan avec la Pessebre de Sant Vicens[réf. nécessaire]. 
El pessebre est également le titre d'un oratorio composé par le compositeur espagnol Pablo Casals en 1960 sur le texte d'un poème de Joan Alavedra (de).